# Monumento de la Libertad (Estambul)

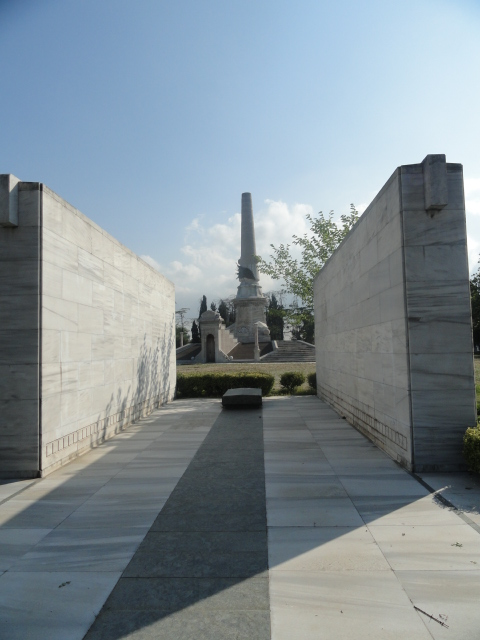
Monumento de la Libertad.

El Monumento de la Libertad (en turco, Hürriyet Aniti, Abide-i Hürriyet, o como se conoce en turco otomano, Tolere-i Hürriyet), se encuentra en el distrito Şişli de Estambul, Turquía. Se trata de un memorial en honor de los soldados muertos tras la rebelión del 13 de abril de 1909. Inaugurado el 23 de julio de 1911, contiene también la sepultura de cuatro altos funcionarios otomanos. El monumento, visto hoy como un símbolo de modernismo, democracia y laicismo en Turquía, sirve como lugar de ceremonias oficiales y reuniones públicas en Estambul.

## Diseño
El monumento está situado sobre la colina más alta (130 m encima del nivel de mar) en Şişli, Estambul, llamado "Hürriyet-i Ebediye Tepesi" (la Colina de Libertad Eterna) y hoy está dentro de un área triangular lindando con tres carreteras principales entre Sisli y Çaglayan.
Fue diseñado por el renombrado arquitecto otomano Muzaffer Bey, que ganó la competición para su construcción. El monumento, construido entre 1909 y 1911, en forma de cañón disparando hacia el cielo, está erigido sobre una base equilátera triangular. Sobre cada lado de la base de mármol figuran grabados los nombres de los soldados que están enterrados en él. Sobre la punta del monumento, se encuentra el tughra del sultán Mehmed V. Está situado en el centro de un parque con senderos con forma de una estrella de pentágono rodeada por un círculo que simboliza la estrella y la media luna en la bandera otomana.

## Entierros
En el monumento, los 74 soldados muertos en los hechos del incidente del 31 de marzo fueron los que inicialmente fueron inhumados en el lugar, con una ceremonia estatal el 23 de julio de 1911.
Cuatro altos funcionarios del Imperio otomano fueron también enterrados más tarde:
- Ahmet Sefik Mithat Bajá, miembro principal del Comité de Unión y Progreso muerto en el exilio en Taif, Arabia.
- Mahmud Sevket Bajá, comandante del Hareket Ordusu del Ejército de Acción, que deja la rebelión, y Gran Visir asesinado en 1913
- Talat Bajá, antiguo ministro de Guerra y gran visir asesinado en 1921, cuyos restos fueron traídos en 1943 desde Berlín, Alemania
- Enver Bajá, el oficial militar de alto rango y un líder de la revolución de los Jóvenes Turcos, muerto en acción en el Turquestán ruso, cuyos restos fueron traídos en 1996 desde Ab-i Derya, hoy Tayikistán.[1]

## Punto de encuentro
El lugar sirve como punto de encuentro para manifestaciones referidas a la democracia y derechos civiles en Estambul. Las demostraciones del Día del Trabajo, organizadas por sindicatos, fueron celebradas muchos años en este lugar.
El segundo mitin popular de las Protestas de República que apuntan la elección presidencial tuvo lugar en el monumento el 29 de abril de 2007.

## Distrito de Sisli
El monumento es usado como logotipo de Şişli usado por el alcalde de distrito.